# Jebel Sahaba
Jebel Sahaba, även kallat Cemetery 117 (Gravplats 117), är ett forntida gravfält beläget några kilometer norr om Wadi Halfa i Sudan. Det upptäcktes 1964 av ett team lett av Fred Wendorf. Kvarlevorna som hittades där beräknades med C14-metoden vara mellan 13.140 och 14.340 år gamla.
Det ursprungliga projektet som fann gravplatserna var UNESCOs High Dam Salvage Project. Detta arkeologiska räddningsprojekt var ett direkt svar på bygget av Assuandammen, som hotade att skada eller förstöra många fyndorter längs dess väg. Denna citeras ofta som det äldsta kända belägget för en krigshandling.
Gravfältet består av tre gravplatser, två kallas Jebel Sahaba på var sida om Nilen och en tredje med namnet Tushka. 59 kroppar återfanns på gravplats 117, tillsammans med andra fragmenterade kvarlevor. Omkring 40 % av de som begravts i Jebel Sahaba befanns ha dött av grovt våld.